# Vendée 93
Vendée 93 est un album écrit, composé et produit par Didier Barbelivien en septembre 1992. Inspiré du roman de Victor Hugo Quatrevingt-treize, il retrace des épisodes de la guerre de Vendée, particulièrement la période 1793-1796.
Cet album a rencontré un vif succès en France, la chanson Les Mariés de Vendée, interprétée avec Anaïs a atteint la 2e place du Top 50, dans lequel elle est restée 23 semaines,.

## Présentation de l'album
Didier Barbelivien a passé une partie de son enfance en Loire-Atlantique, plus précisément à Ancenis. De là lui est venu l'envie de retracer une partie de l'histoire de cette région touchée par la guerre de Vendée.
Vingt ans plus tard, il réalise un autre spectacle musical avec toujours comme thème la Révolution française, Marie-Antoinette et le Chevalier de Maison-Rouge. Le projet, inspiré du roman Le Chevalier de Maison-Rouge d'Alexandre Dumas est finalement devenu un disque et un spectacle en 2015 .

## Liste des titres
Tous les titres sont écrits et composés par Didier Barbelivien.
| 1.    | Te rejoindre en Vendée     | Robert Hossein, Anaïs, Didier Barbelivien                          | 4:41 |
| 2.    | Monsieur d'Elbée           | Raffi                                                              | 2:08 |
| 3.    | Vendéen mon Fils           | Margaux                                                            | 3:00 |
| 4.    | À Dieu                     | Tony Meggiorni, Robert Hossein                                     | 3:56 |
| 5.    | La Chienne vendéenne       | Les Bertell, Robert Hossein                                        | 3:11 |
| 6.    | Peuple de Géants           | Didier Barbelivien                                                 | 3:28 |
| 7.    | La Durbellière             | Didier Barbelivien                                                 | 1:31 |
| 8.    | Les Mariés de Vendée       | Anaïs, Didier Barbelivien                                          | 4:05 |
| 9.    | Mourir à Ancenis           | Robert Hossein, Vincent Handrey                                    | 3:51 |
| 10.   | La P'tite fille au Tambour | David Barbelivien, Julie Estardy                                   | 2:50 |
| 11.   | Bleus et Blancs            | Robert Hossein, Évelyne Bouix, Didier Barbelivien, Dominique Gozzi | 3:29 |
| 12.   | Puy du Fou                 | Robert Hossein, Didier Barbelivien                                 | 4:23 |
| 40:33 |                            |                                                                    |      |

## Crédits
- Arrangements et direction musicale : Bernard Estardy
- Réalisation artistique : Jean Albertini
- Guitares acoustiques et électriques : José Souc
- Production : Charles Talar

Les textes parlés sont extraits du roman Quatrevingt-treize de Victor Hugo.
Le label Pomme Music est distribué par Sony Music France.